# 2012年オーストラリアグランプリ
2012年オーストラリアグランプリは、2012年F1世界選手権第1戦として、2012年3月18日にアルバート・パーク・サーキットで開催された。正式名称は2012 FORMULA 1 Qantas Australian Grand Prix。

## 予選
マクラーレンのルイス・ハミルトンが予選Q3の最初のアタックでベストタイムを記録し、ポールポジションを獲得。チームメイトのジェンソン・バトンも2番グリッドを確保した。レッドブル勢はトラブルによりKERSが使用できず、5位・6位に止まった。マクラーレンのフロントロー独占は2009年ヨーロッパGP以来であり、レッドブルのマシンがフロントローを逃すのは2010年イタリアGP以来の出来事となった。
ロータスのロマン・グロージャンは2009年以来のF1復帰戦で自身最高の予選3位を獲得した。同じくF1に復帰したチームメイトのキミ・ライコネンは、チームとの交信ミスもあり17位に終わった。
プレシーズンテストから不振が伝えられるフェラーリは、2台ともQ2でノックアウトされた。
新車の準備が遅れたマルシャとHRTは、テスト走行を行えないまま開幕戦を迎えた。HRTは予選通過タイムを上回れず、決勝レースはHRTの2台を除く22台によって行われる。

### 結果
| 順位                                  | No. | ドライバー                 | チーム                         | Q1       | Q2       | Q3       | グリッド |
| ------------------------------------- | --- | -------------------------- | ------------------------------ | -------- | -------- | -------- | -------- |
| 1                                     | 4   | ルイス・ハミルトン         | マクラーレン・メルセデス       | 1:26.800 | 1:25.626 | 1:24.922 | 1        |
| 2                                     | 3   | ジェンソン・バトン         | マクラーレン・メルセデス       | 1:26.832 | 1:25.663 | 1:25.074 | 2        |
| 3                                     | 10  | ロマン・グロージャン       | ロータス・ルノー               | 1:26.498 | 1:25.845 | 1:25.302 | 3        |
| 4                                     | 7   | ミハエル・シューマッハ     | メルセデス                     | 1:26.586 | 1:25.571 | 1:25.336 | 4        |
| 5                                     | 2   | マーク・ウェバー           | レッドブル・ルノー             | 1:27.117 | 1:26.597 | 1:25.651 | 5        |
| 6                                     | 1   | セバスチャン・ベッテル     | レッドブル・ルノー             | 1:26.773 | 1:25.982 | 1:25.668 | 6        |
| 7                                     | 8   | ニコ・ロズベルグ           | メルセデス                     | 1:26.763 | 1:25.469 | 1:25.686 | 7        |
| 8                                     | 18  | パストール・マルドナド     | ウィリアムズ・ルノー           | 1:26.803 | 1:26.206 | 1:25.908 | 8        |
| 9                                     | 12  | ニコ・ヒュルケンベルグ     | フォースインディア・メルセデス | 1:27.464 | 1:26.314 | 1:26.451 | 9        |
| 10                                    | 16  | ダニエル・リチャルド       | トロ・ロッソ・フェラーリ       | 1:27.024 | 1:26.319 | no time  | 10       |
| 11                                    | 17  | ジャン＝エリック・ベルニュ | トロ・ロッソ・フェラーリ       | 1:26.493 | 1:26.429 |          | 11       |
| 12                                    | 5   | フェルナンド・アロンソ     | フェラーリ                     | 1:26.688 | 1:26.494 |          | 12       |
| 13                                    | 14  | 小林可夢偉                 | ザウバー・フェラーリ           | 1:26.182 | 1:26.590 |          | 13       |
| 14                                    | 19  | ブルーノ・セナ             | ウィリアムズ・ルノー           | 1:27.004 | 1:26.663 |          | 14       |
| 15                                    | 11  | ポール・ディ・レスタ       | フォースインディア・メルセデス | 1:27.469 | 1:27.086 |          | 15       |
| 16                                    | 6   | フェリペ・マッサ           | フェラーリ                     | 1:27.633 | 1:27.497 |          | 16       |
| 17                                    | 9   | キミ・ライコネン           | ロータス・ルノー               | 1:27.758 |          |          | 17       |
| 18                                    | 20  | ヘイキ・コバライネン       | ケータハム・ルノー             | 1:28.679 |          |          | 18       |
| 19                                    | 21  | ヴィタリー・ペトロフ       | ケータハム・ルノー             | 1:29.018 |          |          | 19       |
| 20                                    | 24  | ティモ・グロック           | マルシャ・コスワース           | 1:30.923 |          |          | 20       |
| 21                                    | 25  | シャルル・ピック           | マルシャ・コスワース           | 1:31.670 |          |          | 21       |
| 22                                    | 15  | セルジオ・ペレス           | ザウバー・フェラーリ           | 1:26.596 | no time  |          | 221      |
| 予選通過タイム: 1:32.214 (107%ルール) |     |                            |                                |          |          |          |          |
| 23                                    | 22  | ペドロ・デ・ラ・ロサ       | HRT・コスワース                | 1:33.495 |          |          | DNQ2     |
| 24                                    | 23  | ナレイン・カーティケヤン   | HRT・コスワース                | 1:33.643 |          |          | DNQ2     |
| 脚注                                  |     |                            |                                |          |          |          |          |

追記
- ^1 — セルジオ・ペレスはギアボックス交換によるペナルティで5グリッド降格[3]。
- ^2 — ペドロ・デ・ラ・ロサ、ナレイン・カーティケヤンの両名はQ1最速タイムの107%を超える事が出来なかったため審議の結果、予選落ちとなった[4]。
- 太字は各予選セッションにおける最速タイム。

## 決勝

### 展開
決勝は快晴のもと、現地時間17時にスタートが切られた。予選2位のバトンが好スタートを切り、ポールシッターのハミルトンを抜いてトップで1コーナーに侵入した。予選3位のグロージャンが後退する一方、予選7位のロズベルグが順位を上げ、バトン-ハミルトン-シューマッハ-ロズベルグ-ベッテル-グロージャンという順になった。中位グループでは接触が発生し、ヒュルケンベルグがリタイア。小林はチームメイトのペレスと接触してリアウィング翼端板を壊した。グロージャンも3周目にマルドナードとの競り合いでダメージを負い、早々にリタイアした。
バトンは快調にトップを走行し、ハミルトン以下を引き離した。メルセデスAMGの2台はペースが上がらず、ベッテルがロズベルグをかわし、3位のシューマッハにもプレッシャーをかけた。10周目、シューマッハは1コーナーをはみ出し、ギアボックスの故障によりリタイアした。
1回目のタイヤ交換を終えると、バトン-ハミルトン-ベッテル-アロンソ-ロズベルグ-ウェバー-マルドナドの順になった。各チーム2ストップの予定だが、ペレスのみが1ストップ作戦を選択している。
36周目、マクラーレンの2台が相次いで2回目のタイヤ交換を行う頃、ペトロフがホームストレートでマシンを止め、撤去作業のためセーフティーカーが導入された。このタイミングでピットインしたベッテルは、ハミルトンの前2番手に順位を上げた。
41周目にセーフティーカーが退出し、バトン-ベッテル-ハミルトン-ウェバー-アロンソ-マルドナドの順でレースが再開された。7番手のペレス以下、ロズベルグ、小林、ライコネンが入賞圏内でポジションを争う。
47周目、マッサとセナが接触し、ダメージを負って両者ともピットに戻った（セナは16位完走扱い）。
ファイナルラップでは6位以下の順位が入れ替わった。5位のアロンソを追走していたマルドナドが7コーナーでスピンし、ウォールに激突。ペレスとロズベルグは接触して順位を落とし、ベルニュは2台にかわされデビュー戦入賞を逃した。この結果、アロンソ以下は6位小林、7位ライコネン、8位ペレス、9位リチャルド、10位ディ・レスタの順がポイントを獲得した。
バトンはセーフティカー出動により一旦リードを失ったが、最後までレースを支配してチェッカーフラッグを受けた。オーストラリアGPでは2009年、2010年に続く3勝目となる。後方ではベッテル、ハミルトン、ウェバーが互いに接近しながらゴールし、開幕戦はマクラーレン対レッドブルという2強の構図が明らかになった。

### 結果
| 順位 | No. | ドライバー                 | チーム                         | 周回数 | タイム / リタイア             | グリッド | ポイント |
| ---- | --- | -------------------------- | ------------------------------ | ------ | ----------------------------- | -------- | -------- |
| 1    | 3   | ジェンソン・バトン         | マクラーレン・メルセデス       | 58     | 1:34:09.565                   | 2        | 25       |
| 2    | 1   | セバスチャン・ベッテル     | レッドブル・ルノー             | 58     | +2.139                        | 6        | 18       |
| 3    | 4   | ルイス・ハミルトン         | マクラーレン・メルセデス       | 58     | +4.075                        | 1        | 15       |
| 4    | 2   | マーク・ウェバー           | レッドブル・ルノー             | 58     | +4.547                        | 5        | 12       |
| 5    | 5   | フェルナンド・アロンソ     | フェラーリ                     | 58     | +21.565                       | 12       | 10       |
| 6    | 14  | 小林可夢偉                 | ザウバー・フェラーリ           | 58     | +36.766                       | 13       | 8        |
| 7    | 9   | キミ・ライコネン           | ロータス・ルノー               | 58     | +38.014                       | 17       | 6        |
| 8    | 15  | セルジオ・ペレス           | ザウバー・フェラーリ           | 58     | +39.458                       | 22       | 4        |
| 9    | 16  | ダニエル・リチャルド       | トロ・ロッソ・フェラーリ       | 58     | +39.556                       | 10       | 2        |
| 10   | 11  | ポール・ディ・レスタ       | フォースインディア・メルセデス | 58     | +39.737                       | 15       | 1        |
| 11   | 17  | ジャン＝エリック・ベルニュ | トロ・ロッソ・フェラーリ       | 58     | +39.848                       | 11       |          |
| 12   | 8   | ニコ・ロズベルグ           | メルセデス                     | 58     | +57.642                       | 7        |          |
| 13   | 18  | パストール・マルドナド     | ウィリアムズ・ルノー           | 57     | 1周遅れ（アクシデント）       | 8        |          |
| 14   | 24  | ティモ・グロック           | マルシャ・コスワース           | 57     | 1周遅れ                       | 20       |          |
| 15   | 25  | シャルル・ピック           | マルシャ・コスワース           | 53     | 5周遅れ（油圧系トラブル）     | 21       |          |
| 16   | 19  | ブルーノ・セナ             | ウィリアムズ・ルノー           | 52     | 6周遅れ（接触によるダメージ） | 14       |          |
| Ret  | 6   | フェリペ・マッサ           | フェラーリ                     | 46     | 接触によるダメージ            | 16       |          |
| Ret  | 20  | ヘイキ・コバライネン       | ケータハム・ルノー             | 44     | サスペンショントラブル        | 18       |          |
| Ret  | 21  | ヴィタリー・ペトロフ       | ケータハム・ルノー             | 38     | ステアリングトラブル          | 19       |          |
| Ret  | 7   | ミハエル・シューマッハ     | メルセデス                     | 10     | ギアボックストラブル          | 4        |          |
| Ret  | 10  | ロマン・グロージャン       | ロータス・ルノー               | 1      | 接触                          | 3        |          |
| Ret  | 12  | ニコ・ヒュルケンベルグ     | フォースインディア・メルセデス | 0      | 接触によるダメージ            | 9        |          |
| 脚注 |     |                            |                                |        |                               |          |          |

## 第1戦終了時点でのランキング
| 順位 | ドライバー             | ポイント |
| ---- | ---------------------- | -------- |
| 1    | ジェンソン・バトン     | 25       |
| 2    | セバスチャン・ベッテル | 18       |
| 3    | ルイス・ハミルトン     | 15       |
| 4    | マーク・ウェバー       | 12       |
| 5    | フェルナンド・アロンソ | 10       |

| 順位 | コンストラクター        | ポイント |
| ---- | ----------------------- | -------- |
| 1    | マクラーレン-メルセデス | 40       |
| 2    | レッドブル-ルノー       | 30       |
| 3    | ザウバー-フェラーリ     | 12       |
| 4    | フェラーリ              | 10       |
| 5    | ロータス-ルノー         | 6        |

- 注：ドライバー、コンストラクター共にトップ5のみ表示。